# HCL Domino
HCL Notes (前称 IBM Notes和Lotus Notes;和HCL Domino（前稱IBM Domino和Lotus Domino）是一个协作客户端-服务器平台的客户端。曾被IBM收購，現屬於愛渠西來技術股份有限公司。
HCL Notes提供了集成协作功能，包括电子邮件、日历、联系人管理、任务跟踪、即时通信、一个办公生产力套件（IBM Lotus Symphony）以及访问其他Lotus Domino应用程序和数据库的能力。Lotus Notes还可以集成额外的协作能力，包括音视频会议、在线会议、讨论组、论坛、博客、文件共享、微博以及用户目录。除了这些标准的应用程序，组织还可以使用IBM Lotus Domino Designer开发环境以及其他工具来开发额外的集成应用程序，如请求批准/工作流以及文档管理。
2018年12月，将软件全部出售给了HCL Technologies。

## 歷史
Lotus Notes最初由莲花公司于1989年创建。1995年，莲花公司被IBM收购，成为IBM的Lotus开发部门。现在是IBM软件和系统组的一部分。IBM描述此软件为“易用的，可以从单一入口访问为了使工作快速完成而所需的一切，包括商业应用程序、电子邮件、日历等等。”在4.5版本之前，Lotus Notes这个词同时指代客户端和服务器应用程序。2011年10月4日，Lotus Notes发布了8.5.3版本。
典型的电子邮件应用程序仅仅是一个电子邮件客户端，而Lotus Notes是一个应用程序开发平台的一部分，电子邮件只是许多可能的应用程序之一。Lotus Notes和Lotus Domino产生了大量的第三方软件，包括应用程序、附加项，插件、小部件等，如檔案管理系统，论坛，以及许多商业应用程序。
2008年，IBM发布了XPages技术，允许Lotus Notes数据显示在任何支持web标准的平台浏览器客户端上。